# Al Dhihar (huyện)
Huyện Al Dhihar là một huyện thuộc tỉnh Ibb, Yemen. Đến thời điểm năm 2003, huyện này có dân số 154399 người